# 鳳凰座AZ
鳳凰座AZ，又名CD-44 216，HD 4849、SAO 215254、HR 239，是鳳凰座的一颗恒星，视星等为6.48，位于銀經303.82，銀緯-73.73，其B1900.0坐标为赤經0h 45m 22.6s，赤緯-43° -73.73′ 24″。